# Дисегзекутивни синдром
Дисекзекутивни синдром (ДЕС)  група је симптома, који обично настају услед оштећења мозга, који спадају у когнитивне, бихејвиоралне и емоционалне категорије и имају тенденцију да се јављају заједно.  Сматра се да су према Баделијевом систему хипотетички у ДЕС оштећени системи као што су радне меморије и централна извршна власт.  Синдром је некада био познат као синдром фронталног режња; међутим, каснинје се преферира израз дисекзекутивни синдром јер наглашава функционални образац дефицита (симптома) у односу на локацију синдрома у чеони (фронталном) режњу мозга, што често није једино захваћено подручје.

## Историја
Термин дисегзекутивни синдром увео је Алан Бадели да би описао уобичајен образац дисфункције у извршним функцијама, као што су планирање, апстрактно размишљање, флексибилност и контрола понашања.

## Клиничка слика
Симптоми ДЕС спадају у три широке категорије симптома: когнитивне, емоционалне и бихејвиоралне. Многи симптоми се могу посматрати као директан резултат оштећења централне извршне компоненте радне меморије, која је одговорна за контролу пажње и инхибицију. Иако се многи симптоми редовно јављају истовремено, уобичајено је да се сусрећу пацијенти који могу да имају неколико, али не и све симптоме. Акумулирани ефекти симптома имају велики утицај на свакодневни живот бооесника.

### Когнитивни симптоми
Когнитивни симптоми се односе на способност особе да обрађује мисли. Когниција се првенствено односи на памћење, способност учења нових информација, говор и разумевања прочитаног. Недостаци у овој области узрокују многе проблеме у доношењу свакодневних животних одлука. 
Једна од главних потешкоћа за појединца са ДЕС је планирање и резоновање. Оштећено планирање и резоновање утичу на способност појединца да реално процени и управља проблемима свакодневног живота. Нови проблеми и ситуације могу се посебно лоше решавати због немогућности преношења претходног знања на нови догађај. Особа која има ДЕС може имати кратак распон пажње због оштећења контроле пажње. Ово може да промени способност појединца да се фокусира, и као такав има потешкоћа са читањем и праћењем приче или разговора  (на пример, лако могу да изгубе појам о разговорима што може отежати одржавање смисленог разговора и може довести до избегавања друштвених интеракција).
Појединци са ДЕС ће имати веома лошу радну и краткорочну меморију због дисфункције извршне функције. Дисфункција може варирати од благе и суптилне до тешке и очигледне. Постоји огромна варијабилност у манифестацијама извршне дисфункције са јаким утицајима често очигледним из личности погођене особе, животних искустава и интелекта. Појединци са ДЕС могу доживети конфабулацију, што је спонтано извештавање о догађајима који се никада нису догодили. То може утицати на њихово аутобиографско памћење.  Сматра се да пацијенти можда неће моћи да процене тачност преузимања меморије и да стога разраде невероватна сећања. 
Особе са деменцијом, делиријумом или другим тешким психијатријским обољењима у комбинацији са ДЕС често имају поремећене обрасце спавања. Неки неће препознати да је ноћ и могу се узнемирити када неко покуша да их исправи.

### Емоционални симптоми
Емоционални симптоми које особе са ДЕС доживљавају могу бити прилично екстремни (који могу изазвати велике проблеме) и имају потешкоћа да инхибирају многе врсте емоција као што су бес, узбуђење, туга или фрустрација. Због вишеструких оштећења когнитивног функционисања, може бити много више фрустрација приликом изражавања одређених осећања и разумевања како тумачити свакодневне ситуације. Појединци са ДЕС могу имати већи ниво агресије или беса јер им недостају способности које су повезане са контролом понашања. Такође могу имати потешкоћа да разумеју туђе тачке гледишта, што код њих може довести до беса и фрустрације.

### Симптоми понашања
Симптоми понашања су евидентни кроз поступке појединца. Људи са ДЕС-ом често губе своје друштвене вештине јер су им нарушени расуђивања и увид у оно што други можда мисле. Можда имају проблема да знају како да се понашају у групним ситуацијама и можда не знају како да следе друштвене норме. Централна извршна власт помаже у контроли импулса; стога када су оштећени, пацијенти имају лошу контролу импулса. Ово може довести до вишег нивоа агресије и беса. ДЕС такође може проузроковати да пацијенти изгледају егоцентрични и тврдоглави.
Понашање употребе је када пацијент аутоматски користи објекат на одговарајући начин, али у неодговарајуће време. На пример, ако се оловка и папир ставе испред појединца са ДЕС-ом, он ће почети да пише или ако постоји шпил карата, поделиће их. Пацијенти који показују овај симптом ће се понашати усред разговора или током слушних тестова. Сматра се да се понашање при коришћењу дешава зато што се акција покреће када се објекат види, али пацијентима са ДЕС недостаје централна извршна контрола која би спречила његово деловање у неодговарајуће време.
Персеверација се такође често примећује код пацијената са ДЕС. Персеверација је понављање мисли, понашања или радњи након што су већ завршени. На пример, непрекидно дување шибице након што више не гори је пример понашања истрајности. Постоје три типа персеверације: континуирана персеверација, персеверација заглављена у сету и персеверација која се понавља. Заглављена персеверација се најчешће примећује код дисексекутивног синдрома. Ова врста персеверације се односи на случајеве када пацијент не може да изађе из одређеног менталног оквира, на пример када му се тражи да именује животиње, они могу да именују само једну. Ако их замолите да онда именују боје, можда ће вам ипак дати животиње. Персеверација може објаснити зашто се чини да неки пацијенти имају опсесивно-компулзивни поремећај.

### Коморбидни поремећаји
ДЕС се често јавља са другим поремећајима, што је познато као коморбидитет. Многе студије су испитивале присуство ДЕС-а код пацијената са шизофренијом. Резултати шизофрених пацијената на тесту за процену понашања дисексекутивног синдрома (БАДС) (о коме се говори у наставку) су упоредиви са пацијентима са повредом мозга. Даље, показало се да резултати БАДС-а корелирају са фазама шизофреније. Пацијенти у хроничној фази поремећаја имају значајно ниже резултате од оних који су акутни. Ово је логично због сличности у поремећајима извршне власти који отежавају свакодневни живот онима са шизофренијом и симптомима који формирају ДЕС.
Показало се да пацијенти са Алцхајмеровом болешћу и другим облицима деменције такође показују оштећење извршног функционисања.  Ефекти ДЕС симптома на извршне функције и радну меморију, као што су пажња, планирање и памћење недавно научених ствари, неки су од најранијих показатеља Алцхајмерове болести и деменције са Левијевим телима.
Студије су такође показале да хронични алкохолизам (видети Корсаков синдром) може довести до благе форме ДЕС према резултатима БАДС.